# ايمانويل دورادو
ايمانويل دورادو (بالفرنسية: Emmanuel Dorado)‏ هو لاعب كرة قدم فرنسي، ولد في 28 مارس 1973 في Brou-sur-Chantereine ‏ في فرنسا. لعب مع باريس سان جيرمان وريكرياتيفو ونادي ألميريا ونادي أنجيه ونادي قرطبة ونادي مالقا.

## وصلات خارجية
- ايمانويل دورادو على موقع قاعدة بيانات كرة القدم.إي يو (الإنجليزية)
- ايمانويل دورادو على موقع Soccerbase.com (لاعب) (الإنجليزية)